# Raffaele Palladino
Raffaele Palladino (Mugnano di Napoli, Província de Nàpols, Itàlia, 17 d'abril de 1984), futbolista italià. Juga de davanter i el seu actual equip és el Gènova FC de la lliga d'Itàlia.
La carrera de Palladino començà en la seua regió natal de Campania on va jugar per al Benevento en Serie C1, aconseguint marcar 5 gols en 12 partits. No passà tant temps abans que adquirira les atencions de Juventus FC i signà pel club l'any 2002, durant els seus primers anys amb Juventus FC va actuar en les reserves de l'equip i en algunes competències com el Torneig di Viareggio (que el club guanyà el 2003 i 2004). No obstant això, durant la temporada 2003 - 2004, feu una aparició en la Copa d'Itàlia. Aconseguí 41 gols en 61 partits en el Campionat Nacional Primavera.
Per a adquirir un poc d'experiència d'equip principal, Palladino fou prestat al Salernitana Calci 1919. En eixe temps el club estava competint en Serie B, Palladino assolí 15 gols durant eixa temporada amb el club. La primera aparició en Serie A fou en la temporada 2005 - 2006 quan va ser prestat altra vegada, a l'AS Livorno Calci. Encara que adquirí un poc d'experiència valuosa no va assolir molts gols com en la temporada anterior. Juventus FC fou descendit a Serie B a causa dels escàndols de la Serie A. A pesar d'estar en segona divisió, els llocs en l'equip principal eren molt lluitats i Didier Deschamps li donà l'oportunitat de demostrar-se en l'equip principal. El 3 de juliol de 2008 fitxa pel Genoa CFC por 5 milions d'euros. El 3 de gener de 2011, el Gènova va vendre la seva part dels drets de Palladino al Parma, com a part d'un tracte amb múltiples jugadors. Es va quedar al Parma, amb alts i baixos, fins a la fallida del club, el 22 de juny de 2015. Va quedar lliure, fins que el 10 de novembre de 2015 va signar pel Crotone, de la Sèrie B, on va aconseguir l'ascens. S'hi va quedar fins al 31 de gener de 2017, que va tornar al Gènova.
Amb la Sub-19 va ser campió europeu en el 2003. Va formar part de la Sub-21 amb la qual va participar en l'Europeu Sub-21 2006 en Portugal, marcant 1 gol contra Dinamarca, i en l'Europeu Sub-21 2007 en Països Baixos.Ja amb l'absoluta, ha estat internacional amb Itàlia. La seua primera convocatòria va ser el 17 de novembre de 2007 per a un partit contra Escòcia, però no jugà en el partit. El seu primer partit en la selecció va vindre només alguns dia més tard, contra les Illes Fèroe, on Itàlia guanyà 3 a 1.

## Clubs
| Club                    | País   | Año         |
| ----------------------- | ------ | ----------- |
| Benevento               | Itàlia | 2001 - 2002 |
| Juventus FC             | Itàlia | 2002 - 2004 |
| Salernitana Calcio 1919 | Itàlia | 2004 - 2005 |
| AS Livorno Calcio       | Itàlia | 2005 - 2006 |
| Juventus FC             | Itàlia | 2006 - 2008 |
| Genoa CFC               | Itàlia | 2008 - 2011 |
| Parma                   | Itàlia | 2011 - 2015 |
| FC Crotone              | Itàlia | 2015 - 2017 |
| Genoa CFC               | Itàlia | 2017 -      |

## Palmarès

### Campionats nacionals
| Títol   | Club        | País   | Any         |
| ------- | ----------- | ------ | ----------- |
| Serie B | Juventus FC | Itàlia | 2006 - 2007 |

### Copes internacionals
| Títol           | Club (*) | País   | Any  |
| --------------- | -------- | ------ | ---- |
| Eurocopa sub-19 | Itàlia   | Itàlia | 2003 |

(*) Incloent la Selecció